# Mangala Narlikar
Mangala Narlikar, née Mangala Rajwade le 17 mai 1943 à Bombay et morte le 17 juillet 2023 à Pune, est une mathématicienne indienne qui travaille et enseigne à la fois en mathématiques avancées et en arithmétique. 
Elle a travaillé au Tata Institute of Fundamental Research à Bombay puis enseigné à l'Université de Mumbai et Pune. Elle a publié un certain nombre de livres et d'articles en anglais et en marathi sur des sujets liés aux mathématiques. Elle est lauréate du prix Vishwanath Parvati Gokhale 2002 pour son livre marathi Gargi Ajun Jeevant Aahe - गार्गी अजून जिवंत आहे..

## Biographie
Mangala Narlikar étudie à l'Université de Bombay et obtient un Bachelor of Arts en 1962 et un Master of Arts en 1964 en mathématiques et a remporté la médaille d'or du Chancelier. En 1966, elle épouse Jayant Narlikar, un cosmologue et physicien reconnu. Ils ont trois filles, Geeta, Girija et Leelavati, qui ont toutes poursuivi une carrière scientifique. L'aînée est professeur de biochimie à l'Université de Californie à San Francisco et les deux autres travaillent dans les sciences informatiques,. 
De 1964 à 1966, Mangala Narlikar est étudiante de recherches et associée de recherche à l'École de mathématiques de l'Institut Tata de recherche fondamentale de Bombay (TIFR). De 1967 à 1969, elle enseigne à l'école de premier cycle de l'Université de Cambridge. De 1974 à 1980, elle retourne à l'École de mathématiques de TIFR.  
Ayant privilégié sa vie de famille sur ses études comme beaucoup de femmes de sa génération en Inde, elle obtient son doctorat en mathématiques de l'Université de Mumbai, en 1981, seize ans après son mariage sur le thème de la théorie analytique des nombres. Elle écrit : « Mon histoire est peut-être une représentation de la vie de nombreuses femmes de ma génération qui sont bien éduquées mais placent toujours les responsabilités ménagères avant leur carrière personnelle. »   
Après avoir obtenu son doctorat, elle poursuit sa carrière à l'École de mathématiques de la TIFR de 1982 à 1985. Elle enseigne à intervalles réguliers au département de mathématiques de l'Université de Pune de 1989 à 2002 et au centre de Bhaskaracharya Pratishthan de 2006 à 2010. 
Les domaines d'intérêt principaux de Narlikar sont l'analyse réelle et complexe, la géométrie analytique, la théorie des nombres, l'algèbre et la topologie. 
À travers certains de ses livres, elle tente de vulgariser et rendre les mathématiques intéressantes et accessibles. Elle reçoit le prix Vishwanath Parvati Gokhale en 2002 pour son livre en marathi Gargi Ajun Jeevant Aahe - गार्गी अजून जिवंत आहे.. 

## Publications
Mangala Narlikar a publié un certain nombre d'articles et de livres scientifiques, notamment : 

### Articles
- Theory of Sieved Integers, Acta Arithmetica 38, 157 in 19
- On a theorem of Erdos and Szemeredi, Hardy Ramanujan Journal 3, 41, en 1980
- On the Mean Square Value theorem of Hurwitz Zeta function, Proceedings of Indian Academy of Sciences 90, 195, 1981.
- Hybrid mean Value Theorem of L-functions, Hardy Ramanujan Journal 9, 11-16, 1986.
- On orders solely of Abelian Groups, Bulletin of London Mathematical Society, 20, 211 - 216, en 1988.
- Plusieurs articles sur les mathématiques à l'ère des sciences, pour susciter l'intérêt des mathématiques pour les profanes

### Livres
- Ganitachyaa Sopya Vata
- An easy Access to basic Mathematics
- A Cosmic Adventure